# هيربيليس
هيربيليس (بالفرنسية: Herbelles)‏ هي بلدية تقع في إقليم باد كاليه من منطقة نور با دو كاليه في شمال فرنسا. تبلغ مساحة هذه المدينة 4.55 (كم²)، وترتفع عن سطح البحر 100 م، يبلغ عدد سكانها 481 نسمة حسب إحصاء المعهد الوطني للإحصاء والدراسات الاقتصادية سنة 2009 م. وترأس Jean-Marie Carlier البلدية خلال فترة (2008-2014).